# 昆明級駆逐艦
昆明級駆逐艦（クンミンきゅうくちくかん、英: Kunming-class destroyer）は、中国人民解放軍海軍が配備を進めているミサイル駆逐艦の艦級。人民解放軍海軍での名称は052D型駆逐艦（中: 052D型驱逐舰）、NATOコードネームは旅洋III型（英: Luyang III class）。

## 来歴
1995年の第三次台湾海峡危機の際に、アメリカ海軍の圧倒的な能力を見せつけられた人民解放軍海軍は、国産駆逐艦の性能限界を痛感した。これを受けて、1999年から2000年にかけてロシア製の956E型駆逐艦（ソヴレメンヌイ級）2隻を緊急導入（2005年より956EM型2隻を追加配備）するとともに、空母建造計画も視野に、優れた対空戦能力を有するミサイル駆逐艦の整備が計画されるに至ったと見られている。
1990年代中期のDDG整備計画着手直後は、複数の艦級が並行して少数ずつ建造されており、まず956E型の就役開始と同年の1999年には、これと同系列の中距離艦対空ミサイル・システムを搭載した052B型駆逐艦（広州級）が起工された。これと並行して、アメリカ海軍のアーレイ・バーク級ミサイル駆逐艦を高く評価した人民解放軍海軍は、これに範をとった国産艦の研究開発に着手したものと考えられている。これは、イージス艦関連情報に関する諜報活動も含めた国家的プロジェクトとして進められた。これによって開発されたのが052C型（蘭州級）であり、まず2002年から2隻が建造され、2004年から2005年にかけて就役した。
この2隻をプロトタイプとして徹底的に性能・運用試験を実施し、これによって得られた不具合対策を連続的に適用するというスパイラルモデルによる開発が進められたものと考えられている。そして2009年より、この開発成果を踏まえて更に052C型4隻が追加建造され、これらは2012年より順次に就役を開始した。また2011年からは、全面的な発展型である052D型（昆明級）の建造が開始されており、以後の整備はこちらに移行した。

## 設計
設計面では、多くの点で、先行する052C型（蘭州級）が踏襲されており、外形的にも類似点が多い。船型は同様の中央船楼型で、メインセンサーとなるフェーズドアレイレーダーの固定式アンテナ4面を固定装備するために巨大な艦橋構造物を備える点も同様である。ただしステルス性強化のため、上部構造物には傾斜がつけられるとともに高さはやや抑えられ、内火艇の揚降装置も艦内に収容されたほか、煙突には排気の赤外線輻射を抑制する装備が設置されているとされている。
主機関も同様のCODOG方式で、ディーゼルエンジン2基とガスタービンエンジン2基で2軸の推進器を駆動する。巡航機としてはMTUフリードリヒスハーフェン社製MTU 20V956 TB92 V型20気筒ディーゼルエンジンが搭載される。一方、高速機として搭載されるガスタービンエンジンに関しては、ウクライナのゾーリャ・マシュプロイェクト社のUGT-25000を山寨化したQC-280とされている。ウクライナ製UGT-25000（DA80）は、052A型駆逐艦（旅滬型）2番艦「青島」で導入されて以後、中国水上戦闘艦のガスタービン主機として広く用いられてきた。またQC-280に関しては、052B型駆逐艦（広州級）2番艦「武漢」において、同艦搭載のDN80のうち片方をこれに換装しての実用試験が行われ、ソマリア沖海賊対策派遣を含む多様な環境に適応できる安定性と信頼性が実証されたとされている。

## 装備

### C4ISR
中国海軍では、既に052C型および航空母艦「遼寧」搭載の346型レーダーでフェーズド・アレイ方式を導入していたが、これは排熱処理と消費電力に問題があり、特殊な放熱装置を装備して、曲面状のカバーが採用されていた。これに対し、本型装備の346A型においては平面状のカバーとなっており、これらの問題が解決された可能性が指摘されている。また下記の052DL型では、航空運用能力の強化とともに、電子装備の一部も変更された。艦中央部に搭載されていた517B型対空レーダーは、アンテナ面積が広がった新型の対空レーダーに換装されたため、ステルス機に対する捕捉能力は向上していると推測されている。
戦術情報処理装置はH/ZBJ海軍編隊作戦/戦術型自動化指揮システム（海軍編隊戦役/戦術型自動化指揮系統）、戦術データ・リンクは西側のリンク 16と同等のJIDS統合情報伝達システムと、いずれも052C型後期建造艦に準じた構成と言われている。

### 武器システム
艦隊防空ミサイル・システムとしては、052C型と同系列のHHQ-9が搭載される。ただしその垂直発射機（VLS）としては、054A型フリゲート（江凱-II型）搭載のものを発展させた国家軍用標准GJB 5860-2006型と呼ばれる、新しい艦載ミサイルVLSの共通規格に則った初めての機種が採用されており、JB 5860-2006型においては大中小の3種類のモジュールが規定され、大型モジュールは全長9000mm、中型モジュールは全長7000mm、小型モジュールは全長3000mmで、それぞれ直径は850mmとされている。これはHHQ-9以外にも、新型の長射程艦対艦ミサイル（SSM）や対潜ミサイル（SUM）、対地巡航ミサイルの運用にも対応した汎用型となっている。アメリカ海軍で標準的に用いられているMk.41のモジュール全高は7.6mとされていることから、GJB 5860-2006型ではより大型のミサイルを収容可能となる。
一方、艦砲としては、052C型の55口径100mm単装速射砲（H/PJ-87）に代えて、新開発の70口径130mm単装砲（H/PJ-45）が採用された。これは鄭州713研究所により開発されたものであるが、同口径のロシア製AK-130連装砲の技術も導入されているとされている。またCIWSについては052C型と同じ30mm口径の730型（H/PJ-12）が搭載されたが、後部上部構造物上のものはHHQ-10近接防空ミサイルの24連装発射機に変更された。

### 艦載機
艦載ヘリコプターとしては、国産のZ-9Cまたはロシア製のKa-28哨戒ヘリコプターを1機搭載する。しかしZ-9Cは搭載量・航続距離ともに限定的で、Ka-28は使い勝手が悪かったことから、より大型・高性能なZ-20の哨戒ヘリコプター化が模索されるようになり、2020年より運用試験に入った。これにあわせて、本型では、25番艦以降では船体を延長し、格納庫やヘリコプター甲板を拡張した052DL型に移行した。2018年7月、ニュースサイトJane's360は衛星写真にて江南造船廠で建造されていた14番艦のヘリコプター甲板がストレッチされ、従来艦と比べて全長が4mほど長くなっていることを確認したと報じた。

## 比較表
|          |            | 051B型（深圳） 近代化改修後   | 052A型（旅滬型） 近代化改修後 | ソヴレメンヌイ級（現代級） 近代化改修後 |
| -------- | ---------- | ----------------------------- | ----------------------------- | --------------------------------------- |
| 船体     | 満載排水量 | 6,600 t                       | 5,700 t                       | 8,060 t                                 |
| 船体     | 全長       | 153 m                         | 148 m                         | 156.37 m                                |
| 船体     | 全幅       | 16.5 m                        | 16.0 m                        | 17.19 m                                 |
| 主機     | 方式       | CODOG                         | CODOG                         | 蒸気タービン                            |
| 主機     | 出力       | 55,000 shp                    | 48,600 shp                    | 99,500 shp                              |
| 主機     | 速力       | 30 kt                         | 31.5 kt                       | 32 kt                                   |
| 兵装     | 砲熕       | 56口径100mm連装砲×1基         | 56口径100mm連装砲×1基         | 70口径130mm連装砲×2基                   |
| 兵装     | 砲熕       | 30mmCIWS×2基                  | 30mmCIWS×2基                  | 30mmCIWS×4基                            |
| 兵装     | ミサイル   | VLS×32セル （HHQ-16）         | HHQ-7 8連装発射機×1基         | VLS×32セル （HHQ-16,YU-8）              |
| 兵装     | ミサイル   | YJ-12A 4連装発射筒×4基        | YJ-83 4連装発射×4基           | YJ-12A 4連装発射機×2基                  |
| 兵装     | ミサイル   | ―                             | 252mm6連装対潜ロケット砲×2基  | ―                                       |
| 兵装     | 水雷       | 3連装短魚雷発射管×2基（Yu-7） | 3連装短魚雷発射管×2基（Yu-7） | 3連装短魚雷発射管×2基（Yu-7）           |
| 艦載機   | 艦載機     | Z-9C/Ka-28×2機                | Z-9C×2機                      | Ka-28×2機                               |
| 同型艦数 | 同型艦数   | 1隻                           | 2隻                           | 1隻 （1隻改修中,2隻改修予定）           |

|          |            | 055型（南昌級）                                            | 052D型（昆明級）                           | 052C型（蘭州級）              | 051C型（瀋陽級）              | 052B型（広州級）              |
| -------- | ---------- | ---------------------------------------------------------- | ------------------------------------------ | ----------------------------- | ----------------------------- | ----------------------------- |
| 船体     | 満載排水量 | 12,000 - 13,000 t                                          | 7,500 t                                    | 7,000 t近く                   | 7,100 t                       | 6,600 t                       |
| 船体     | 全長       | 182.6 m                                                    | 156 m                                      | 154 m                         | 155 m                         | 154 m                         |
| 船体     | 全幅       | 20.9 m                                                     | 18 m                                       | 17 m                          | 17 m                          | 16.5 m                        |
| 主機     | 方式       | COGAG                                                      | CODOG                                      | CODOG                         | CODOG                         | CODOG                         |
| 主機     | 出力       | 130,000 shp以上                                            | 76,000 hp                                  | 48,600 shp                    | 48,600 shp                    | 48,600 shp                    |
| 主機     | 速力       | 30 kt                                                      | 29 kt                                      | 29 kt                         | 30 kt                         | 29 kt                         |
| 兵装     | 砲熕       | 70口径130mm単装砲×1基                                      | 70口径130mm単装砲×1基                      | 55口径100mm単装砲×1基         | 55口径100mm単装砲×1基         | 55口径100mm単装砲×1基         |
| 兵装     | 砲熕       | 30mmCIWS×1基                                               | 30mmCIWS×1基                               | 30mmCIWS×2基                  | 30mmCIWS×2基                  | 30mmCIWS×2基                  |
| 兵装     | ミサイル   | 5860-2006型VLS×112セル （HHQ-9B,HHQ-16B,YJ-18,CJ-10,Yu-8） | 5860-2006型VLS×64セル （HHQ-9,CY-5,YJ-18） | VLS×48セル （HHQ-9A）         | B-203A型VLS×48セル （リフ-M） | 単装発射機×2基 （9M317）      |
| 兵装     | ミサイル   | HHQ-10 24連装発射機×1基                                    | HHQ-10 24連装発射機×1基                    | YJ-62 4連装発射筒×2基         | YJ-83 4連装発射筒×2基         | YJ-83 4連装発射筒×4基         |
| 兵装     | 水雷       | 3連装短魚雷発射管×2基（Yu-7）                              | 3連装短魚雷発射管×2基（Yu-7）              | 3連装短魚雷発射管×2基（Yu-7） | 3連装短魚雷発射管×2基（Yu-7） | 3連装短魚雷発射管×2基（Yu-7） |
| 艦載機   | 艦載機     | Z-18×2機                                                   | Z-9C/Ka-28×1機                             | Z-9C/Ka-28×1機                | ヘリコプター甲板のみ          | Z-9C/Ka-28×1機                |
| 同型艦数 | 同型艦数   | 8隻                                                        | 31隻                                       | 6隻                           | 2隻                           | 2隻                           |

## 同型艦一覧
| #                                        | 艦名               | 建造所            | 進水              | 就役              | 配備先             |                   |                   |                   |
| 052D型（バッチ1）                        | 052D型（バッチ1）  | 052D型（バッチ1） | 052D型（バッチ1） | 052D型（バッチ1） | 052D型（バッチ1）  | 052D型（バッチ1） | 052D型（バッチ1） | 052D型（バッチ1） |
| ---------------------------------------- | ------------------ | ----------------- | ----------------- | ----------------- | ------------------ | ----------------- | ----------------- | ----------------- |
| 172                                      | 昆明 (Kunming)     | 江南造船（集団）  | 2012年 8月29日    | 2014年 3月21日    | 南海艦隊           |                   |                   |                   |
| 173                                      | 長沙 (Changsha)    | 江南造船（集団）  | 2012年 12月28日   | 2015年 8月12日    | 南海艦隊           |                   |                   |                   |
| 174                                      | 合肥 (Hefei)       | 江南造船（集団）  | 2013年 7月1日     | 2015年 12月12日   | 南海艦隊           |                   |                   |                   |
| 175                                      | 銀川 (Yinchuan)    | 江南造船（集団）  | 2014年 3月30日    | 2016年 7月12日    | 南海艦隊           |                   |                   |                   |
| 117                                      | 西寧 (Xining)      | 江南造船（集団）  | 2014年 8月26日    | 2017年 1月22日    | 北海艦隊           |                   |                   |                   |
| 154                                      | 廈門 (Xiamen)      | 江南造船（集団）  | 2014年 12月30日   | 2017年 6月10日    | 東海艦隊           |                   |                   |                   |
| 118                                      | 烏魯木斉 (Ürümqi)  | 江南造船（集団）  | 2015年 7月7日     | 2018年 1月        | 北海艦隊           |                   |                   |                   |
| 119                                      | 貴陽 (Guiyang)     | 大連船舶重工集団  | 2015年 11月28日   | 2019年 2月22日    | 北海艦隊           |                   |                   |                   |
| 052D型（バッチ2）                        |                    |                   |                   |                   |                    |                   |                   |                   |
| 155                                      | 南京 (Nanjing)     | 江南造船（集団）  | 2015年 12月28日   | 2018年 4月2日     | 東海艦隊           |                   |                   |                   |
| 120                                      | 成都 (Chengdu)     | 大連船舶重工集団  | 2016年 8月3日     | 2019年 8月1日     | 北海艦隊           |                   |                   |                   |
| 052D型（バッチ2）H/PJ-11型11管30毫米舰炮 |                    |                   |                   |                   |                    |                   |                   |                   |
| 131                                      | 太原 (Taiyuan)     | 江南造船（集団）  | 2016年 7月28日    | 2018年 11月29日   | 東海艦隊           |                   |                   |                   |
| 161                                      | 呼和浩特 (Hohhot)  | 江南造船（集団）  | 2016年 12月26日   | 2019年 1月12日    | 南海艦隊           |                   |                   |                   |
| 121                                      | 斉斉哈爾 (Qiqihar) | 大連船舶重工集団  | 2017年 6月26日    | 2020年 8月14日    | 北海艦隊           |                   |                   |                   |
| 052DL型（バッチ3）                       |                    |                   |                   |                   |                    |                   |                   |                   |
| 156                                      | 淄博 (Zibo)        | 江南造船（集団）  | 2018年 6月29日    | 2020年 1月12日    | 東海艦隊 第6駆逐隊 |                   |                   |                   |
| 122                                      | 唐山 (Tangshan)    | 江南造船（集団）  | 2018年 7月7日     | 2020年 8月14日    | 北海艦隊           |                   |                   |                   |
| 132                                      | 蘇州 (Suzhou)      | 江南造船（集団）  | 2018年 12月18日   | 2021年 1月15日    | 東海艦隊           |                   |                   |                   |
| 162                                      | 南寧 (Nanning)     | 江南造船（集団）  | 2019年 2月23日    | 2021年 4月12日    | 南海艦隊           |                   |                   |                   |
| 123                                      | 淮南 (Huainan)     | 江南造船（集団）  | 2019年 4月15日    | 2021年 1月23日    | 北海艦隊           |                   |                   |                   |
| 124                                      | 開封 (Kaifeng)     | 大連船舶重工集団  | 2019年 5月10日    | 2021年 4月16日    | 北海艦隊           |                   |                   |                   |
| 133                                      | 包頭 (Baotou)      | 大連船舶重工集団  | 2019年 5月10日    | 2021年 12月28日   | 東海艦隊           |                   |                   |                   |
| 163                                      | 焦作 (Jiaozuo)     | 江南造船（集団）  | 2019年 8月28日    | 2022年 1月17日    | 南海艦隊           |                   |                   |                   |
| 164                                      | 桂林 (Guilin)      | 江南造船（集団）  | 2019年 9月26日    | 2021年 9月12日    | 南海艦隊           |                   |                   |                   |
| 165                                      | 湛江 (Zhanjiang)   | 大連船舶重工集団  | 2019年 12月26日   | 2021年 12月25日   | 南海艦隊           |                   |                   |                   |
| 134                                      | 紹興 (Shaoxing)    | 江南造船（集団）  | 2019年 12月28日   | 2022年 3月        | 東海艦隊           |                   |                   |                   |
| 157                                      | 麗水 (Lishui)      | 大連船舶重工集団  | 2020年 8月30日    | 2022年 8月10日    | 東海艦隊           |                   |                   |                   |
| 052DL型（バッチ4）                       |                    |                   |                   |                   |                    |                   |                   |                   |
| 135                                      | 達州 (Dazhou)      | 江南造船（集団）  | 2022年 12月26日   | 2024年            | 東海艦隊           |                   |                   |                   |
| 125                                      | 滄州 (Cangzhou)    | 大連船舶重工集団  | 2023年 3月10日    | 2025年 5月        | 北海艦隊           |                   |                   |                   |
| 126                                      | 荷泽 (Heze)        | 大連船舶重工集団  | 2023年 3月10日    | 2025年 7月        | 北海艦隊           |                   |                   |                   |
| 127                                      | 駐馬店 (Zhumadian) | 大連船舶重工集団  | 2023年 3月10日    | 2025年 8月        | 北海艦隊           |                   |                   |                   |
| 166                                      | 渭南 (Weinan)      | 江南造船（集団）  | 2023年 10月28日   | 2025年 3月        | 南海艦隊           |                   |                   |                   |
| 158                                      | 宿州 (Suzhou)      | 江南造船（集団）  | 2023年 11月28日   | 2025年 4月        | 東海艦隊           |                   |                   |                   |
| 176                                      | 婁底 (Loudi)       | 大連船舶重工集団  | 2023年 3月10日    |                   | 南海艦隊           |                   |                   |                   |

## 登場作品

### テレビドラマ
『ザ・ラストシップ』
シーズン3における敵艦として架空艦「海龍」「河南」などの同型艦が4隻登場。敵対する主人公一行が乗艦する架空のアーレイ・バーク級ミサイル駆逐艦「ネイサン・ジェームズ」と戦闘を繰り広げる。作中では、 アーレイ・バーク級駆逐艦のコピー艦であると解説されている。
登場するのは、アーレイ・バーク級駆逐艦にCG処理を施したものである。

### 漫画
『空母いぶき』
「銀川」と連載当時は未就役だった「太原」「南京」が登場。架空の中国海軍空母「広東」を中心とする北海艦隊機動部隊に所属している。

### ゲーム
『Modern Warships』
プレイヤーが操作できるtier2艦艇として登場。